# 러시안 룰렛 (Russian Roulette)
〈러시안 룰렛 (Russian Roulette)〉은 대한민국 걸 그룹 레드벨벳의 노래로, 세 번째 음반인 Russian Roulette의 타이틀곡이기도 했다. 조윤경이 작사한 이 노래는 가사에서 러시안 룰렛이라는 게임에 비유해 누군가의 마음을 빼앗는 과정을 나타내고 있다. 2016년 9월 7일 SM 엔터테인먼트는 뮤직 비디오와 함께 이 노래를 발표했다.
러시안 룰렛은 발매 이후 국제 및 대한민국의 비평가들 사이에서 일반적으로 호의적인 평가를 받았다. 심슨 가족으로부터 어느 정도 영감을 받은 독특한 뮤직비디오는 주목을 받았다. 뮤직 비디오에서 폭력적이고, 레드벨벳 멤버들이 서로 밝고 명랑하고 재미로 가득한 치명적인 장난을 치는 것은 더 잇치 앤드 스크래치 쇼의 장면으로 가려주었다.
데이즈드는 올해의 K-pop 트랙 20에서 이 곡을 6위로 뽑았으며, 2016년 멜론 뮤직 어워드에서 최고의 뮤직비디오 상을 수여받았다. 상업적으로도 이 곡은 큰 성공을 거두었다. 빌보드의 세계 디지털 차트와 대한민국의 가온 디지털 차트에서 2위를 기록했으며, 이 때 레드벨벳은 처음으로 두 개의 차트에서 가장 높은 순위에 진입했다.

## 배경과 발매
2016년 3월, 레드벨벳의 두번째 EP였던 The Velvet이 발매된 이후, 5월에 대한민국의 여러 뉴스 사이트는 레드벨벳이 여름에 컴백할 것이라고 보도했다. 그럼에도 불구하고, 앨범은 여러 번 연기되어 소속사인 SM 엔터테인먼트가 8월에 음반 발매가 된다고 발표하기 전까지 레드벨벳 멤버들에게 큰 스트레스를 주었다. 9월 1일, 레드벨벳 음반의 첫 티저 이미지가 나오고, 같은 주에 공식 인스타그램을 통해 콜라주로 표현된 멤버들 개개인의 티저 이미지가 공개되었다. 9월 7일, 그들은 앨범의 타이틀 곡을 주요 싱글과 함께 공개했다.

## 구성
"러시안 룰렛 (Russian Roulette)"은 7월 7일을 작곡한 알비 알버트슨, 벨레 험블, 그리고 마르쿠스 린델이 작곡했으며 작사는 조윤경이 맡았다. 레드벨벳의 데뷔 이전에 노래는 만들어졌고, 여전히 연습생 시절일 때 멤버들은 노래를 처음으로 들었는데 그들은 언젠가 이 노래를 녹음해서 발매한다는 것은 모르고 있었다.
음악적으로 빌보드의 제프 벤자민은 이 곡을 칩튠을 포함한 신스팝으로 묘사한다. PopCrush의 브래들리 스턴은 이 노래를 활기찬 레트로 풍의 일렉트로팝으로 특징지었다.

## 프로모션
싱글이 발매되기 1시간 전, 레드벨벳은 네이버 앱 V Live에서 특별 카운트다운을 했다. 여기서 멤버들은 앨범과 수록곡에 대해 논의했다. 9월 8일부터 레드벨벳은 노래의 프로모션을 시작했다. 처음에 엠카운트다운에서 다른 앨범 "Lucky Girl"에 수록된 곡과 함께 생방송 공연을 했다. 그 주 동안 레드벨벳은 두 곡을 뮤직뱅크, 인기가요, 더 쇼와 같은 음악방송에서 공연했다. 그리고 9월 13일, 레드벨벳은 러시안 룰렛으로 첫 음악방송 트로피를 수상했다.

### 뮤직비디오
곡의 뮤직비디오는 신희원이 감독했으며, 2016년 9월 7일 앨범 발매일과 맞추기 위해 SM 엔터테인먼트의 공식 유튜브 채널에서 공개되었다. 류소희와 두 번째 싱글 "Be Natural"과 3번째 싱글이었던 Ice Cream Cake의 안무를 맡았던 카일 하나가미가 안무를 담당했다.
밝고 스포츠 풍의 다채로운 세팅과 함께 뮤직비디오는 즐겁고 장난기 많은 곡 아래 숨겨진 폭력적인 콘텐츠로 주목을 받았다. 귀여운 의상을 입은 멤버들은 서로를 해치려고 시도하면서 낭만적인 관계에 대해 노래하며 이를 러시안 룰렛에 비유한다. 각각의 멤버들은 테니스 공, 피아노, 냉장고, 사물함을 다른 소녀들에게 떨어뜨리고, 심지어 시리얼 대신 색을 입힌 너트와 볼트를 먹이는 장면도 나온다. 뮤직 비디오는 만화 쇼인 더 잇치 앤드 스크래치 쇼와 심슨 가족의 러닝 개그를 활용했다. 이러한 장면들은 멤버들이 다른 멤버를 다가오는 차나 비어있는 수영장으로 밀 때처럼 멤버들이 주인공의 행동을 재연하기 직전 보여준다. 데일리 도트의 셜리 투치는 노래의 쾌활한 음정이 멤버들의 굳은 표정과 교묘한 웃음을 통해 드러나는 어두운 면을 보여주는 비디오에서 소녀들이 서로 놀면서 치는 재앙적이고 치명적인 장난과 병치시켰다고 말했다. Bradley PopCrush의 스턴은 조 브레이커라는 영화에 뮤직비디오를 비유하며 이를 블랙 코미디라고 보았고, 꽤 천재적이라고 말했다. 잉퀴스트르는 다채로운 시각효과를 활용했다고 말하며 비디오 샷과 줄거리를 즐길 수 있었고 Dumb Dumb과 7월 7일과 같은 이전 곡처럼 예술적이었다고 평가했다. 하지만 잡지는 이 곡이 이전 싱글보다는 더 느린 속도이고, 후자의 노래보다는 좀 더 빠르다고 덧붙였다. 이 곡은 9월 미국과 세계에서 가장 많이 본 뮤직비디오가 되었다.
9월 6일 네이버 V Live 방송에서, 레드벨벳은 멤버들 중 일부가 세트장을 크게 부숴 촬영하는 동안 스태프들이 다시 만들어야 했다고 밝혔다. 멤버 조이는 뮤직비디오 중 몇몇 장면이 폭력적이어서 등급에 대한 우려를 표시하기도 했다.

## 비평
발매 이후 "Russian Roulette"은 일반적으로 음악 비평가들로부터 긍정적인 평가를 받았다. 빌보드의 제프 벤자민은 레드벨벳의 이전 곡인 Ice Cream Cake과 Dumb Dumb이 직선적이고 대담한 풍선껌이었던 것과는 달리, "Russian Roulette"은 곡에 칩튠을 합침으로써 다른 맛을 제공했으며, 이전 노래처럼 중독성 있는 반복적이고 거의 로봇과 같은 훅을 가지고 있다고 말했다. 데일리 도트의 세리 투치는 이 곡을 "뮤직비디오의 밝은 색이 보완하는 귀엽고 활발한 곡"이라고 말했다. 그녀는 멤버들의 보기 좋게 꾸민 목소리가 긍정적인 멜로디가 머릿속에 음악이 들어가도록 도와준다고 덧붙였다. 레드벨벳과의 인터뷰에서 데이즈드의 테일러 그라스비는 뮤직비디오과 달콤함과 위협의 해로운 조합을 가지고 있다고 말하며 이러한 개념을 끄집어내는 다른 이는 생각하기 어렵다고 말했다. 이 곡은 올해의 최고 K-pop 트랙 20에서 6위에 들었다. Tone Glow는 2016년 최고의 K-pop 30에서 이 곡을 9위에 선정했다.
하지만 말레이시아 신문인 더 스타의 체스터 친은 이 싱글과 앨범이 최신 EP The Velvet의 뛰어나면서도 실험적인 바이브에 비해 무언가 실망스러웠다고 말했다.  The Velvet은 같은 해에 발매되었다. 그는 전염성 있는 훅과 발랄한 리듬이 어우러진 즐겁고 화려한 댄스팝이라 이 곡을 칭했지만, "Ice Cream Cake"과 "Dumb Dumb"과 같은 다른 싱글들에 비해 엣지와 특징이 부족했다고 말했다.

## 언론에서의 활용
2019년 싱글 "짐살라빔 (Zimzalabim)"과 함께, 2020년 트롤: 월드 투어의 댄스 배틀 장면에서 러시안 룰렛이 등장했다. 이 곡은 레드벨벳이 "K-Pop Gang"으로 출연할 때 등장하는 주제가이기도 하다.